# タルーサ公
タルーサ公（ロシア語: князь тарусский）はタルーサ公国の君主の称号である（「公」はクニャージからの訳出による）。君主号・公国の名は、その首都だったタルーサによる。

## タルーサ公の一覧
括弧内はタルーサ公位への在位年
- ユーリー・ミハイロヴィチ(ru)[1](? - 14世紀前半)
- フセヴォロド・ユーリエヴィチ(13世紀後半 - 14世紀前半)[1]
- イヴァン・ユーリエヴィチ(ru)(14世紀半ば)
- フセヴォロド・フセヴォロドヴィチ（14世紀）[1]
- ドミトリー・フセヴォロドヴィチ[1]
- イヴァン・コンスタンチノヴィチ[1]
- フョードル・イヴァノヴィチ(ru)[2]
- ムスチスラフ・イヴァノヴィチ(ru)[2]
- フョードル・フョードロヴィチ(1380年 - 1437年)[2]